# (2190) Coubertin
(2190) Coubertin (1976 GV3; 1933 FB1; 1960 DF; 1965 PD; 1973 QR; 1977 QO1) ist ein Asteroid des inneren Hauptgürtels, der am 2. April 1976 vom russischen Astronomen Nikolai Stepanowitsch Tschernych am Krim-Observatorium in Nautschnyj (IAU-Code 095) entdeckt wurde.

## Benennung
(2190) Coubertin wurde nach dem französischen Pädagogen, Historiker und Sportfunktionär Pierre de Coubertin (1863–1937) benannt, der maßgeblich an der Wiederbelebung der Olympischen Spiele beteiligt war und 1894 das Internationale Olympische Komitee gegründete. Die Benennung wurde vom Entdecker anlässlich der Olympischen Sommerspiele 1980 in Moskau vorgeschlagen.